# Aspidolea collaris
Aspidolea collaris är en skalbaggsart som beskrevs av S. Endrödi 1966. Aspidolea collaris ingår i släktet Aspidolea och familjen Dynastidae. Inga underarter finns listade.